# Çağrı Tekin (Fußballspieler, 1987)
Çağrı Tekin (* 13. Oktober 1987 in Soma) ist ein türkischer Fußballspieler.

## Karriere
Tekin begann mit dem Fußballspielen in der Jugend von Akhisar Belediyespor und erhielt im Sommer 2004 einen Profivertrag. Er spielte für den damaligen Viertligisten zwei Spielzeiten lang und setzte dann seine Karriere als Amateurspieler bei diversen Amateurklubs fort. 2009 kehrte er zu Akhisar Belediyespor zurück, schaffte es aber nicht in die Stammelf und spielte die Saison 2010/11 teilweise für die Reservemannschaft des Vereins. Für die Rückrunde dieser Saison wurde er an den Viertligisten Torbalıspor ausgeliehen.
Nachdem er zwei Spielzeiten lang erfolgreich für Menemen Belediyespor gespielt hatte, wechselte er im Sommer 2013 zum Viertligisten Manavgat Evrensekispor.
Im Frühjahr 2014 heuerte er beim Zweitligisten Bucaspor an.